# Pikromerit
Pikromerit (Synonym: Schönit) ist ein selten vorkommendes Mineral aus der Mineralklasse der „Sulfate (einschließlich Selenate, Tellurate, Chromate, Molybdate und Wolframate)“. Er kristallisiert im monoklinen Kristallsystem mit der chemischen Zusammensetzung K2Mg[SO4]2·6H2O und ist damit chemisch gesehen ein wasserhaltiges Kalium-Magnesium-Sulfat.
Pikromerit findet sich meist in Form massiger Mineral-Aggregate und krustigen Überzügen auf anderen Salzen, entwickelt aber auch kurzprismatische Kristalle, die in seltenen Fällen bis etwa fünf Zentimeter Größe erreichen. In reiner Form ist Pikromerit farblos und durchsichtig. Durch vielfache Lichtbrechung aufgrund von Gitterbaufehlern oder polykristalliner Ausbildung kann er aber auch durchscheinend weiß sein und durch Fremdbeimengungen eine graue, rötliche oder gelbliche Farbe annehmen.

## Etymologie und Geschichte
Erstmals entdeckt wurde Pikromerit am Vulkan Vesuv in der italienischen Region Kampanien und beschrieben 1855 durch Arcangelo Scacchi. Er benannte das Mineral nach den griechischen Wörtern πικρός [pikros] für ‚bitter‘ und μέρος [meros] für ‚Teil‘ oder ‚Anteil‘ in Anlehnung an seinen bitteren Geschmack und seiner chemischen Verwandtschaft zu dem als Bittersalz bekannten Epsomit (Mg[SO4]·7H2O).

## Klassifikation
In der veralteten 8. Auflage der Mineralsystematik nach Strunz gehörte der Pikromerit zur Mineralklasse der „Sulfate, Chromate, Molybdate, Wolframate“ und dort zur Abteilung „Wasserhaltige Sulfate ohne fremde Anionen“, wo er gemeinsam mit Boussingaultit, Cyanochroit und Mohrit in der „Schönit-Reihe“ mit der Systemnummer VI/C.13 steht.
In der zuletzt 2018 überarbeiteten Lapis-Systematik nach Stefan Weiß, die formal auf der alten Systematik von Karl Hugo Strunz in der 8. Auflage basiert, erhielt das Mineral die System- und Mineralnummer VI/C.19-010. Dies entspricht der Klasse der „Sulfate, Chromate, Molybdate und Wolframate“ und dort der Abteilung „Wasserhaltige Sulfate, ohne fremde Anionen“, wo Pikromerit zusammen mit Boussingaultit, Cyanochroit, Katerinopoulosit, Mohrit, Nickelboussingaultit und Nickelpikromerit die „Pikromeritgruppe“ mit der Systemnummer VI/C.19 bildet.
Die von der International Mineralogical Association (IMA) zuletzt 2009 aktualisierte 9. Auflage der Strunz’schen Mineralsystematik ordnet den Pikromerit in die Klasse der „Sulfate (Selenate, Tellurate, Chromate, Molybdate und Wolframate)“ und dort in die Abteilung „Sulfate (Selenate usw.) ohne zusätzliche Anionen, mit H2O“ ein. Hier ist das Mineral in der Unterabteilung „Mit mittelgroßen und großen Kationen“ zu finden, wo es zusammen mit Boussingaultit, Cyanochroit, Mohrit und Nickelboussingaultit die „Pikromeritgruppe“ mit der Systemnummer 7.CC.60 bildet.
In der vorwiegend im englischen Sprachraum gebräuchlichen Systematik der Minerale nach Dana hat Pikromerit die System- und Mineralnummer 29.03.06.01. Das entspricht der Klasse der „Sulfate, Chromate und Molybdate“ und dort der Abteilung „Wasserhaltige Säuren und Sulfate“. Hier findet er sich innerhalb der Unterabteilung „Wasserhaltige Säuren und Sulfate mit (A+)2B(XO4)2 × x(H2O)“ in einer unbenannten Gruppe mit der Systemnummer 29.03.06, in der auch Cyanochroit eingeordnet ist.

## Kristallstruktur
Pikromerit kristallisiert monoklin in der Raumgruppe P21/a (Raumgruppen-Nr. 14, Stellung 3) mit den Gitterparametern a = 9,07 Å; b = 12,21 Å; c = 6,11 Å und β = 104,8° sowie 2 Formeleinheiten pro Elementarzelle.

## Eigenschaften
Pikromeritproben dehydratisieren an trockener Luft nach einiger Zeit, geben also nach und nach ihr Kristallwasser ab, was bei Kristallen an kugeligen, trüben Entwässerungszonen erkennbar wird. Bei vollkommener Entwässerung geht Pikromerit in das Mineral Langbeinit (K2Mg2[SO4]3) über.

## Bildung und Fundorte

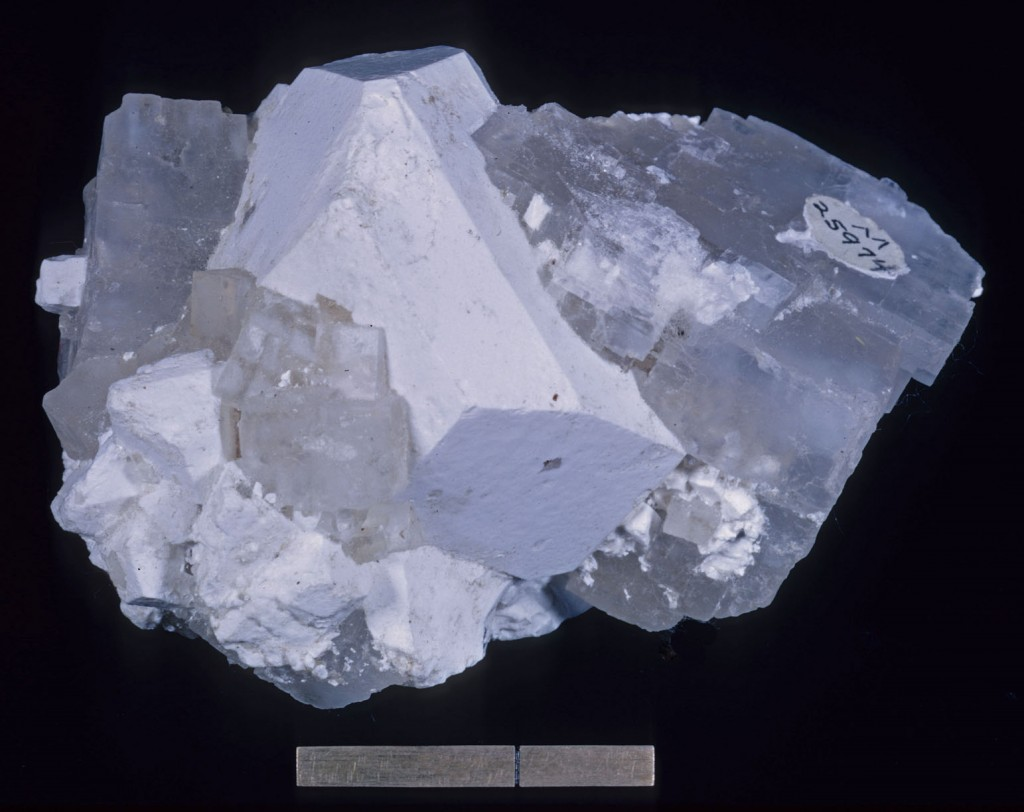
Pikromerit und Halit aus der Salzlagerstätte Kalusa, Ukraine

An seiner Typlokalität am Vesuv wurde Pikromerit als Sublimationsprodukt vulkanischer Gase in aktiven Fumarolen entdeckt, wobei diese Form der Mineralbildung beim Pikromerit allerdings relativ selten ist. Häufiger kommt er als sekundäre Mineralbildung in Kalisalzen in Lagerstätten mariner Evaporite vor. Daneben findet er sich in sulfatreichen, hydrothermal gebildeten Erz-Lagerstätten. Als Begleitminerale können je nach Fundort unter anderem Anhydrit, Epsomit, Halit, Hohmannit, Kainit, Metasideronatrit und Metavoltin auftreten.
Als seltene Mineralbildung konnte Pikromerit nur an wenigen Fundorten nachgewiesen werden. Bisher (Stand 2015) sind weltweit rund 40 Fundorte  bekannt. Außer am Vesuv kommt das Mineral in Italien noch am I Mondei (Ca' Mondei) bei Montescheno (Piemont) und in der La Grotta Cutrona am Ätna (Sizilien) vor.
In Deutschland konnte Pikromerit unter anderem in verschiedenen Kalisalz-Bergwerken im Werratal und bei Neuhof in Hessen; bei Hänigsen, Wathlingen, Lehrte und Astfeld in Niedersachsen, bei Morsleben und in den Kalilagerstätten bei Staßfurt in Sachsen-Anhalt sowie in der Absetzerhalde Lichtenberg bei Ronneburg und im Kaliwerk Roßleben in Thüringen nachgewiesen werden.
In Österreich fand man Pikromerit im Salzbergwerk des Halltals in Tirol sowie am Bad Ischler Salzberg und im Salzbergwerk Hallstatt in Oberösterreich.
In China wurde Pikromerit an Salzseen gefunden.
Weitere Fundorte liegen unter anderem in Chile, Tschechien, Kasachstan, Polen, im Iran, in der Ukraine, im Vereinigten Königreich (UK) und in den Vereinigten Staaten von Amerika.